# Fabryka (Potoczek)
Fabryka – część wsi Potoczek w Polsce, położona w województwie lubelskim, w powiecie janowskim, w gminie Potok Wielki. 
W latach 1975–1998 Fabryka należała administracyjnie do województwa tarnobrzeskiego.
Pod koniec XIX wieku wydzielono z dóbr Potoczek folwark Dębinki lokalizując tutaj młyn wodny, tartak i fabrykę mączki kartoflanej, zatrudniającą kilkunastu robotników. W 1905 roku mieszkało tutaj 14 osób. W XX wieku utrwaliła się nazwa Fabryka.